# カディーシャ渓谷と神の杉の森
カディーシャ渓谷と神の杉の森（カディーシャけいこくとかみのすぎのもり）は、レバノン中央部のレバノン山脈にあるカディーシャ渓谷と、そこに群生しているレバノン杉（レバノンスギ、Cedrus lebani）を指す、ユネスコの世界遺産（文化遺産）登録名称である。
なお、登録名にあるcedars（シダー）はヒマラヤスギ属（レバノンスギはその1種）を意味し、通常「杉」または「スギ」と日本語へ訳されるが、ヒマラヤスギ属はスギ属のようなヒノキ科ではなく、マツ科の属である。

## 概要
レバノン山脈最高峰のコルネ・エル・サウダ山（標高3,087m）の山域にあるカディーシャ渓谷は、レバノンで一番の景観とも言われている。カディーシャ渓谷は、レバノン杉が2004年現在も自生している地でもある。

### レバノン杉

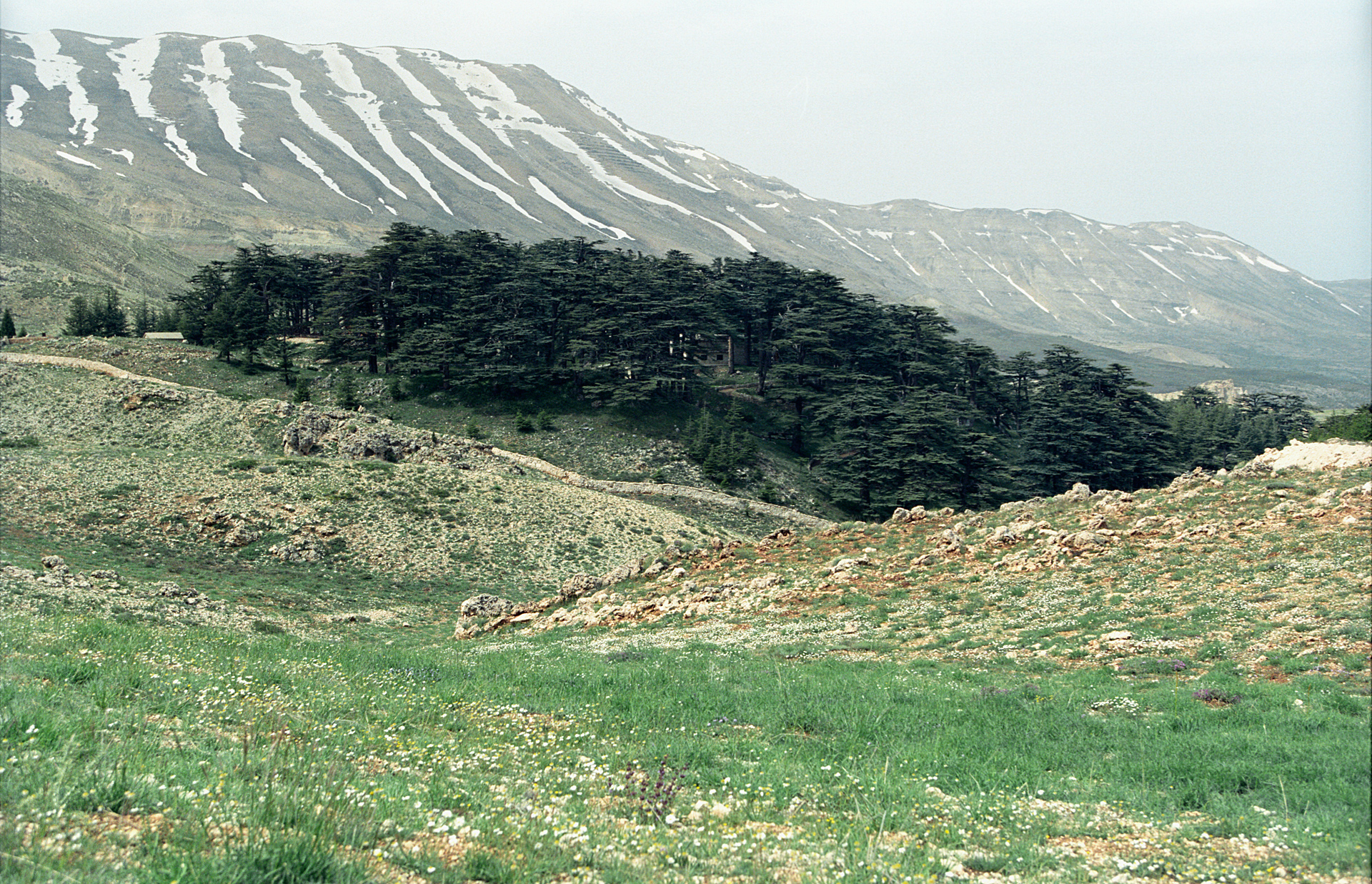
神の杉の森

レバノン杉は、紀元前にフェニキア人の繁栄の原点になったことでも有名である。フェニキア人は、当時レバノン山脈全域に自生していたレバノン杉からガレー船を始め、船舶の建造材として使用。また、木材や樹脂をエジプトなどに輸出していた。
レバノン杉は長年の伐採がたたり、2004年現在は1200本程度が残るだけになっている。また樹齢1200年以上のものが、400本ほど残っている。
また、レバノン国の象徴として、国旗中央にレバノン杉が描かれている。

## 登録基準
この世界遺産は世界遺産登録基準のうち、以下の条件を満たし、登録された（以下の基準は世界遺産センター公表の登録基準からの翻訳、引用である）。
- (3) 現存するまたは消滅した文化的伝統または文明の、唯一のまたは少なくとも稀な証拠。
- (4) 人類の歴史上重要な時代を例証する建築様式、建築物群、技術の集積または景観の優れた例。

## 外部サイト
- Archaeological Virtual Tours: Qadisha Valley